# Alessandro Vitali (1945)
Alessandro Vitali (Cento, 6 marzo 1945 – San Giovanni in Persiceto, 26 agosto 1977) è stato un calciatore italiano, di ruolo attaccante.

## Carriera

Vitali (a sinistra), in maglia vicentina, in dribbling sullo juventino Scirea nel 1975

Cresciuto nelle giovanili del Bologna all'ombra di due compagni come Harald Nielsen ed Ezio Pascutti, venne ceduto in Serie B prima al Catanzaro e poi al Catania per fare esperienza.
Ebbe occasione di mettersi in mostra e suscitare l'interesse del L.R. Vicenza che lo acquistò nel 1968. La sua migliore stagione in biancorosso è stata quella 1969-1970, dove segnò 17 reti laureandosi vice capocannoniere del campionato alle spalle di Gigi Riva.
L'anno successivo la squadra veneta lo cedette alla Fiorentina per la cifra di 600 milioni. A Firenze la piazza lo vide protagonista, assieme alla squadra, di un campionato negativo nel quale la Fiorentina si salvò solo all'ultima giornata. A sua parziale giustificazione una seria pubalgia che lo tormentò a lungo condizionandone notevolmente il rendimento.
La Fiorentina lo girò al Cagliari l'anno successivo (1971-1972) ma anche nell'isola non giocò bene. Non c'era più la pubalgia a creargli problemi ma l'intesa con Gigi Riva non decollò mai.
Ritorna a Vicenza nella stagione 1972-1973 segnando 4 gol in 28 partite. L'anno successivo si fece espellere alla prima giornata di ritorno del campionato durante la partita Lazio-Vicenza (3-0) per aver picchiato l'arbitro della gara, il signor Branzoni, un gesto che gli costò otto giornate di squalifica, poi ridotte a sei. La squadra retrocesse poi in Serie B.
Alla vigilia del campionato 1976-1977 abbandonò il ritiro di Rovereto in aperto contrasto con la Società che gli imponeva di abitare a Vicenza, concludendo la sua carriera. Chiuse con il calcio professionistico ma non con il calcio. Andò a giocare infatti nella Centese in Serie D.
Il 26 agosto 1977, all'età di 32 anni, alla guida della sua Alfa Romeo 2000 si schiantò sui platani di una strada alle porte di San Giovanni in Persiceto, morendo sul colpo insieme al calciatore della Centese Giorgio Lazzari.
In carriera ha totalizzato complessivamente 169 presenze e 43 reti in serie A e 97 presenze e 27 reti in serie B.